# Sainte-Croix-sur-Mer
Sainte-Croix-sur-Mer település Franciaországban, Calvados megyében. Lakosainak száma 244 fő (2022. január 1.). Sainte-Croix-sur-Mer Banville, Colombiers-sur-Seulles, Crépon, Graye-sur-Mer, Ver-sur-Mer és Ponts sur Seulles községekkel határos.

## Népesség
A település népessége az elmúlt években az alábbi módon változott:
| Lakosok száma | 131  | 120  | 161  | 220  | 250  | 251  | 246  | 236  | 239  | 244  |
|               | 1968 | 1982 | 1990 | 2006 | 2013 | 2015 | 2017 | 2019 | 2020 | 2022 |